# Calothamnus
Genre
Classification phylogénétique
Calothamnus est un genre de plantes à fleurs de la famille des Myrtaceae. Les espèces sont endémiques à la région du sud-ouest de l'Australie-Occidentale. Ce sont généralement des arbustes de taille moyenne à grande.
Il comprend les espèces suivantes :
- Calothamnus accedens  Hawkeswood
- Calothamnus affinis  Turcz.
- Calothamnus aridus  Hawkeswood
- Calothamnus asper  Turcz.
- Calothamnus blepharospermus  F.Muell.
- Calothamnus borealis  Hawkeswood
- Calothamnus brevifolius  Hawkeswood
- Calothamnus chrysantherus  F.Muell.
- Calothamnus crassus  (Benth.) Hawkeswood
- Calothamnus formosus  Hawkeswood
- Calothamnus gibbosus  Benth.
- Calothamnus gilesii  F.Muell.
- Calothamnus gracilis  R.Br.
- Calothamnus graniticus  Hawkeswood
- Calothamnus hirsutus  Hawkeswood
- Calothamnus homalophyllus  F.Muell.
- Calothamnus huegelii  Schauer
- Calothamnus kalbarriensis  Hawkeswood
- Calothamnus lateralis  Lindl.
- Calothamnus lehmannii  Schauer
- Calothamnus longissimus  F.Muell.
- Calothamnus macrocarpus  Hawkeswood
- Calothamnus microcarpus  F.Muell.
- Calothamnus oldfieldii  F.Muell.
- Calothamnus pachystachyus  Benth.
- Calothamnus pallidifolius  (Benth.)
- Calothamnus pinifolius  F.Muell.
- Calothamnus planifolius  Lehm.
- Calothamnus preissii  Schauer
- Calothamnus quadrifidus  R.Br.
- Calothamnus robustus  Schauer
- Calothamnus rupestris  Schauer

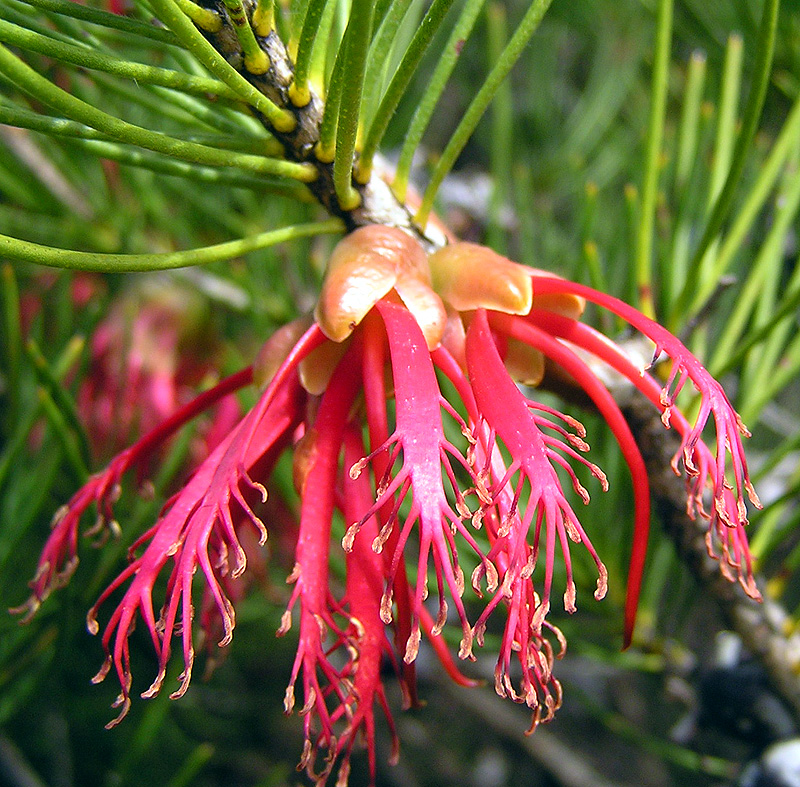
Calothamnus rupestris.

- Calothamnus sanguineus  Labill.
- Calothamnus schaueri  Lehm.
- Calothamnus suberosus  Schauer
- Calothamnus torulosus  Schauer
- Calothamnus tuberosus  Hawkeswood
- Calothamnus validus  S.Moore
- Calothamnus villosus  R.Br.